# Mirta, de Liniers a Estambul
Mirta, de Liniers a Estambul, també coneguda com a Sentimientos: Mirta de Liniers a Estambul o simplement com Sentimientos, és una pel·lícula argentina dramàtica-històrica dirigida per Jorge Coscia i Guillermo Saura, basada en el llibre homònim de Julio Fernández Baraibar. Va ser escrita per Jorge Coscia i és protagonitzada per Emília Mazer i Norberto Díaz. Es va estrenar el 21 de maig de 1987. La mateixa dupla de directors després realitzaria també la pel·lícula Dolls, estrenada el mateix any que l'anterior.

## Sinopsi
Mirta és una estudiant universitària de Buenos Aires en la polititzada argentina de 1974. Després del cop d'estat de 1976 ella i el seu nuvi han d'exiliar-se a Estocolm. L'exili contribuirà a destruir la parella i Mirta deurà llavors trobar el seu propi camí.

## Repartiment
| Actor               | Personatge |
| ------------------- | ---------- |
| Emilia Mazer        | Mirta      |
| Norberto Díaz       | Enrique    |
| Víctor Laplace      |            |
| Arturo Bonín        |            |
| María Vaner         |            |
| Mercedes Morán      |            |
| Marcelo Alfaro      |            |
| Elvia Andreoli      |            |
| Cristina Banegas    |            |
| Guillermo Battaglia |            |
| Alberto Busaid      |            |
| María Fiorentino    |            |
| Claudio Gallardou   |            |
| Fernando Álvarez    |            |
| Paulino Andrada     |            |
| Ricardo Bartis      |            |
| Saim Urgay          |            |